# Dakota Fanning
Hannah Dakota Fanning és una actriu estatunidenca nascuda el 23 de febrer de 1994 a Conyers, Geòrgia.

## Biografia
El 1999 va ser escollida entre milers de nens per a un comercial de Tide. Va continuar la seva carrera fent papers en pel·lícules i sèries importants.
Dakota comença la seva carrera el 2001 amb una aparició a la pel·lícula Tomcats. El mateix any, als 8 anys, obté el seu primer gran paper al costat de Sean Penn en I am Sam per la qual han estat premiada diverses vegades. Té orígens alemanys i irlandesos.
Encadena llavors diversos papers menys importants com Trapped i Fashion victim que li permet conèixer actors com Kevin Bacon, Charlize Theron i Courtney Love.
El 2003, roda Uptown Girls i The Cat in the Hat i és protagonista aquesta vegada amb Brittany Murphy i Mike Myers. Al mateix temps, Steven Spielberg li dona el paper principal de la seva mini-sèrie Disparition on és la narradora dels 10 episodis i surt en els 4 últims.
Segura per aquests èxits, se li confien papers sempre més importants al costat de les principals figures del cinema, com Man on Fire amb Denzel Washington com a guardaespatlles, Fet i amagar amb Robert De Niro de pare i La guerra dels mons amb Tom Cruise també en el paper del seu pare.
Se la pot igualment veure en Dreamer amb Kurt Russell, a Nou vides de Rodrigo García, a La teranyina de la Carlota (adaptació del llibre per a nens), i The Secret Life of Bees (adaptació del llibre de Sue-Monk Kidd) amb Alicia Keys, Jennifer Hudson i Queen Latifah de companys de repartiment.
La seva germana, Elle Fanning, és també una actriu que ha interpretat diverses vegades el paper de la seva germana més jove.
Dakota va actuar a The Twilight Saga: New Moon en el paper de Jane. Serà igualment present en els 2 pròxims episodis de la saga.

## Filmografia

### Cinema
- 2001: Tomcats: Una noia al parc
- 2001: I am Sam al costat de Sean Penn: Lucy Diamond Dawson
- 2001: Father Xmas: Clairee - Curtmetratge
- 2002: Apareix al videoclip de Rufus Wainwright "Across the Universe"
- 2002: Trapped: Abigail Jennings
- 2002: Sweet Home Alabama: Melanie nena
- 2002: Hansel And Gretel: Katie
- 2003: Uptown Girls: Lorraine 'Ray' Schleine
- 2003: The Cat In The Hat: Sally Walden
- 2004: Man on Fire al costat de Denzel Washington: Lupita Ramos "Pita"
- 2005: Fet i amagat (Hide And Seek) al costat de Robert De Niro: Emily Callaway
- 2005: Nou vides (Nine Lives): Maria
- 2005: La guerra dels mons (War Of The Worlds) al costat de Tom Cruise: Rachel Ferrier
- 2005: Dreamer (Dreamer: Inspired by a True Story) al costat de Kurt Russell: Cale Crane
- 2006: La teranyina de la Carlota (Charlotte's Web): Fern Arable
- 2006: Hounddog: Lewellen
- 2007: Cutlass: Lacy
- 2008: The secret life of bees : Lily Owens
- 2009: Coraline: Coraline (veu)
- 2009: Push: Cassie Holmes
- 2009: Lluna nova: Jane
- 2010: Eclipse: Jane
- 2010: The Runaways the Film: Cherri Currie
- 2012: Now is Good: Tessa Scott
- 2012: The Motel Life: Annie James
- 2012: Effie: Euphemia "Effie" Gray
- 2015: El benefactor: Olivia
- 2018: Ocean's 8: Penelope Stern

### Televisió

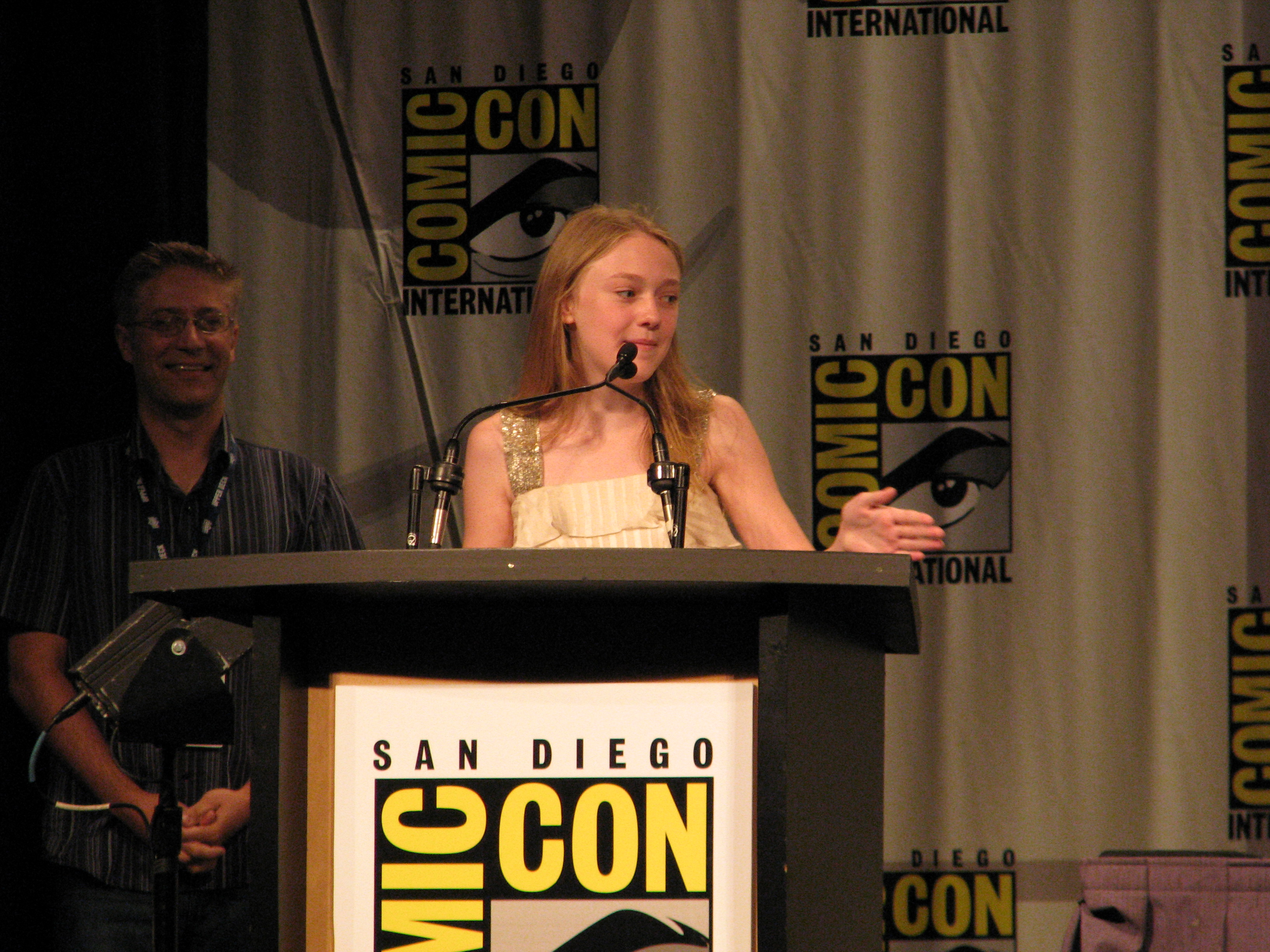
Dakota Fanning al San Diego Comic Con 2008

- 2000: ER (Urgències) (Sèrie TV): Delia Chadsey
- 2000: Ally McBeal (Sèrie TV): Ally als 5 anys
- 2000: Strong Medicine (Sèrie TV): La filla d'Edie
- 2000: CSI: Crime Scene Investigation (Sèrie TV): Brenda Collins
- 2000: The Practice (Sèrie TV): Alessa Engel
- 2000: Spin City (Sèrie TV): Cindy
- 2001: Malcolm in the Middle (Sèrie TV): Emily
- 2001: The Fighting Fitzgeralds (Sèrie TV): Marie
- 2001: The Ellen Show (Sèrie TV): Ellen, de jove
- 2002: Taken (Sèrie TV): Allie Keys
- 2004: Friends (Sèrie TV): Mackenzie
- 2004: Justice League (Sèrie TV): Wonder Woman, de jove